# Rosenrotssläktet
Rosenrotsläktet (Rhodiola) är ett släkte i familjen fetbladsväxter, med ca 90 arter, från kalla områden och höga berg på norra halvklotet. Flera arter odlas som trädgårdsväxter i Sverige.
Släktet är ofta indraget under släktet fetknoppar(Sedum).
Släktet innehåller fleråriga, kala örter, 10–30 cm höga. Jordstammen är grov, väldoftande och bör oftast fjäll-lika blad. Stjälken är ogrenad med strödda, tätt sittande blad. Bladen är platta och vanligen blågröna Växten är en tvåbyggare med enkönad blommor. Foderbladen är fyra och kronbladen är  4-5. Ståndarna åtta. Frukten består av fyra baljkapslar.
Släktnamnet Rhodiola kommer av det grekiska ordet rhodon (ros) och syftar på jordstammens och rötternas doft.
Rosenrotsläktet liknar kärleksörterna (Hylotelephium) men har kraftiga, fjällbärande jordstammar som skiljer sig drastiskt från de ovanjordiska stjälkarna. Kärleksörter har inte lika tydlig skillnad.

## Dottertaxa till Rosenrotssläktet, i alfabetisk ordning[1]
- Rhodiola algida (Altaj, Norra Mongoliet, Kina: Inre Mongoliet)
- Rhodiola alsia (Kina: Yunnan, Tibet -  höjd 3400 - 4800 m)
- Rhodiola amabilis (Nepal)
- Koreansk rosenrot (Ö Ryssland, N Kina (Heilongjiang), Nordkorea  -  höjd 1700 - 2600 m)
- Rhodiola atsaensis (Ö Himalaya: Indien, Tibet, höjd 4500 - 4900 m)
- Rhodiola atuntsuensis (Ö Tibet, N Myanmar SV Kina (V Sichuan, NV Yunnan -  höjd 3100 - 5000  m)
- Rhodiola bouffordii
- Rhodiola bupleuroides (Ö Himalaya: Indien (Kumaon), Nepal, Sikkim, Bhutan, Tibet, Myanmar, SV Kina)
- Rhodiola calliantha (Nepal, S Tibet - höjd ca. 3600 m)
- Rhodiola chrysanthemifolia (Himalaya: Nepal, Sikkim, Bhutan, Indien (Assam), Tibet, Myanmar, SV Kina)
- Rhodiola coccinea (Himalaya: Indien, Kashmir, Asien, Afghanistan till SV Kina - höjd 2600 - 4900 m)
- Rhodiola crenulata
- Rhodiola cretinii
- Rhodiola discolor
- Dvärgrosenrot
- Rhodiola fastigiata
- Rhodiola feiyongii
- Rhodiola fushuhsiae
- Rhodiola gelida
- Rhodiola handelii (SV Kina (Sichuan)
- Rhodiola heterodonta (Kashmir, Afghanistan, Pakistan, Tadzjikistan, Kashmir, Indien (Kumaon), Nepal, Tibet, Mongoliet, Kina (Xinjian), höjd 2800 - 4700 m)
- Rhodiola himalensis (Himalaya: (Nepal, Sikkim, Bhutan), SV Kina (NV Sichuan, Yunnan), höjd 3700  - 4200 m)
- Rhodiola hobsonii (Bhutan, Sikkim, Tibet, höjd 2600 - 4100 m)
- Rhodiola humilis (Nepal, Sikkim, Tibet, Kina (Qinghai),  höjd 3900 - 4500 m)
- Rhodiola imbricata (Indien (Kumaon), Nepal)
- Röd rosenrot (Sibirien, Sachalin, Kurilerna, Kamtjatka, Aleuterna, V Nordamerika (New York, Minnesota, New Mexico, Colorado))
- Japansk rosenrot (Japan: Hokkaido och Honshu)
- Rhodiola junggarica (Kina: Västra Xingjiang)
- Rhodiola kaschgarica (Kazakstan, Kina (Xinjiang), höjd 2600 - 3200 m)
- Smalbladig rosenrot (Kazakstan, Tibet, Kina (Gansu, Hebei, Qinghai, Shaanxi, Shanxi, Sichuan, Xinjian, Yunnan), Myanmar, höjd 2000 - 5600 m)
- Rhodiola kunlunica
- Rhodiola litwinovii (Kirgizistan (Andizjan), Uzbekistan, Mongoliet, Kina (Xinjiang) - höjd under 3200 m)
- Rhodiola lobulata (Indien (Himachal Pradesh), Himalaya (Indien och Nepal)
- Rhodiola ludlowii (Bhutan)
- Rhodiola macrocarpa (Burma, SÖ Tibet, Myanmar, Kina (Gansu, Qinghai, Shaanxi, Sichuan, NV Yunnan - höjd 2900 - 4300 m)
- Rhodiola marginata (Bhutan)
- Rhodiola nepalica (Nepal)
- Rhodiola nobilis
- Rosettfetblad
- Rhodiola pamiroalaica
- Rhodiola prainii
- Rhodiola primuloides
- Rhodiola purpureoviridis
- Rhodiola quadrifida
- Rhodiola recticaulis (Iran, Kazakstan, Tadzjikistan (Pamir), NV Kina (Xinjiang, Tian Shan - höjd 3800 - 4600 m)
- Ljusröd rosenrot (USA (S och centrala Klippiga bergen, Coloradoplatån, Mogollonbergen)
- Rosenrot (Europa (Norra Europa (Sverige, Finland, Norge)), Centrala och Södra Europa från Pyrenéerna via Alperna till Karpaterna och Södra Bulgarien), Ryssland (Ural och Sibirien), Mongoliet, N Kina, Korea, Japan, Sachalin, Kurilerna, Norra Amerika (Alaska), Kanada), Grönland)
- Rhodiola saxicola
- Rhodiola saxifragoides (Kashmir)
- Axrosenrot (Turkestan, Kazakstan, Kina (V Xinjiang) - höjd 1800 - 2900 m)
- Rhodiola serrata (Ö Himalaya, Indien (Assam), SÖ Tibet - höjd 3300 - 3800 m)
- Rhodiola sherriffii (Ö Himalaya (Sikkim, Bhutan), SÖ Tibet - höjd 4000 - 5000 m)
- Rhodiola sinuata (Pakistan (Lahore), Kashmir, Indien (Kumaon), Nepal, Tibet, Kina (NV Yunnan) - höjd 3200 - 4300 m)
- Rhodiola smithii (Nepal, Sikkim, S Tibet - höjd 4000 - 5000 m)
- Rhodiola staminea
- Rhodiola stapfii
- Rhodiola stephanii (Ryssland (Ö Sibirien), Kina (N Inre Mongoliet)
- Rhodiola subopposita Kina (C Gansu, NÖ Qinghai - höjd 3800 - 4100 m)
- Rhodiola tangutica Kina (Gansu, Qinghai, Sichuan - höjd 2100 - 4700 m)
- Rhodiola tibetica (Himalaya (Afghanistan, Pakistan, Kashmir, Indien: Himachal Pradesh, SV Tibet - höjd 4100 - 5400 m)
- Vit rosenrot (Nepal, Kashmir, N Indien, Bhutan, Nepal, Sikkim, Tibet, Kina (V Sichuan, V Yunnan) - höjd 2500 - 3800 m)
- Rhodiola wenchuanensis
- Rhodiola yunnanensis (Kina (NV Yunnan, V Szechuan, Gansu, Guizhou, Henan Hubei, Shaanxi, Sichuan), Indien (Assam), SÖ Tibet, Myanmar - höjd 1000 - 4000m

## Bildgalleri

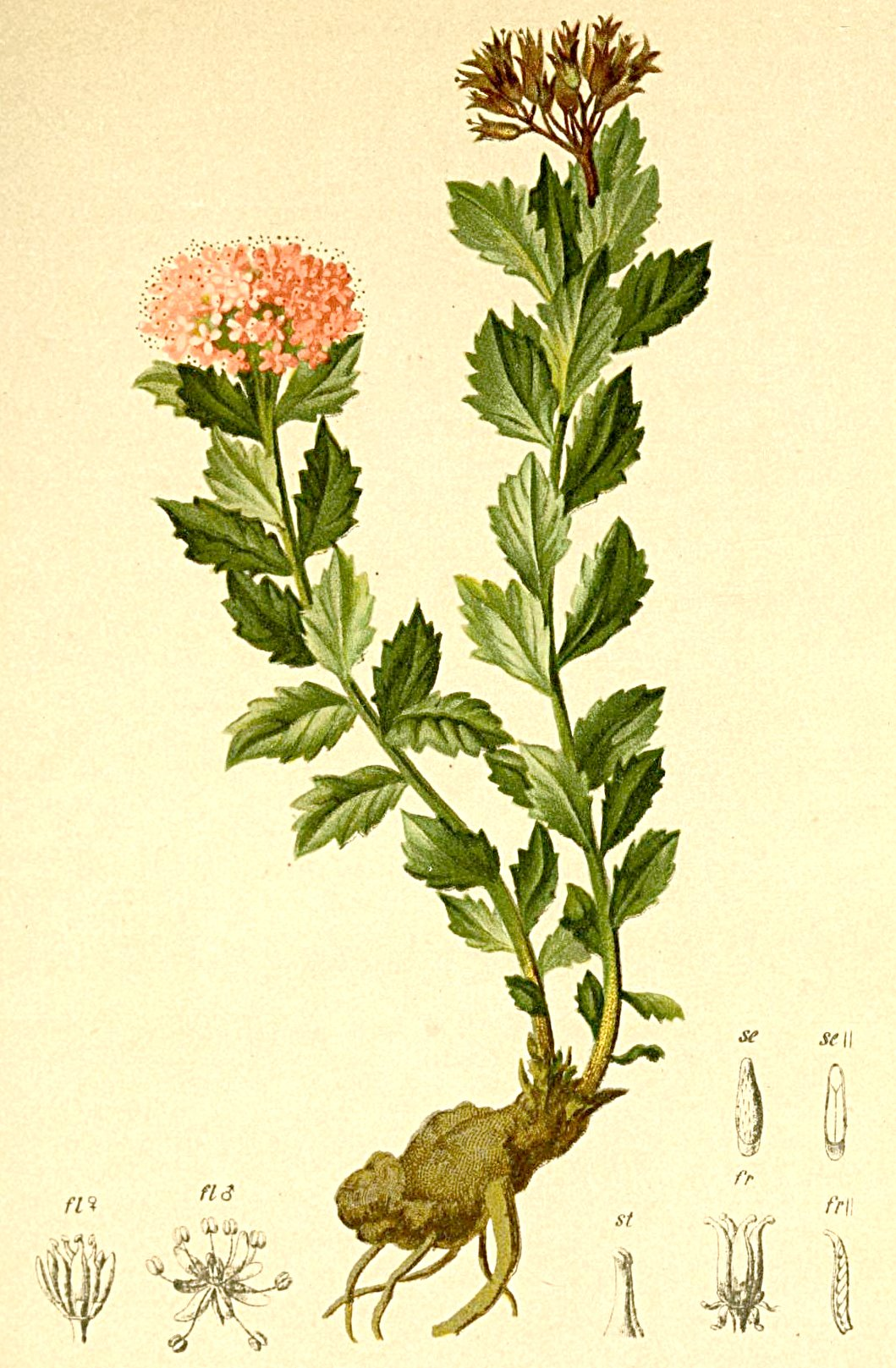
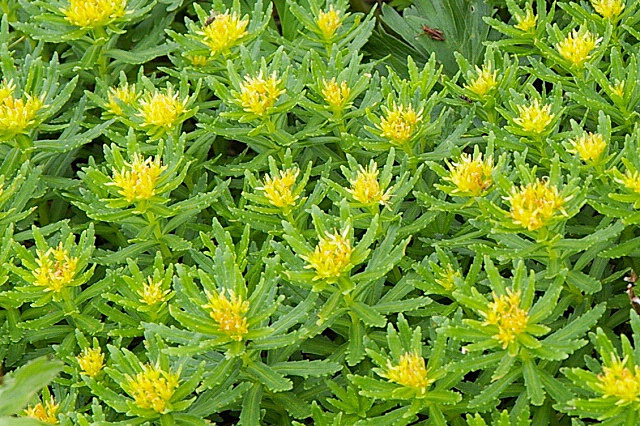
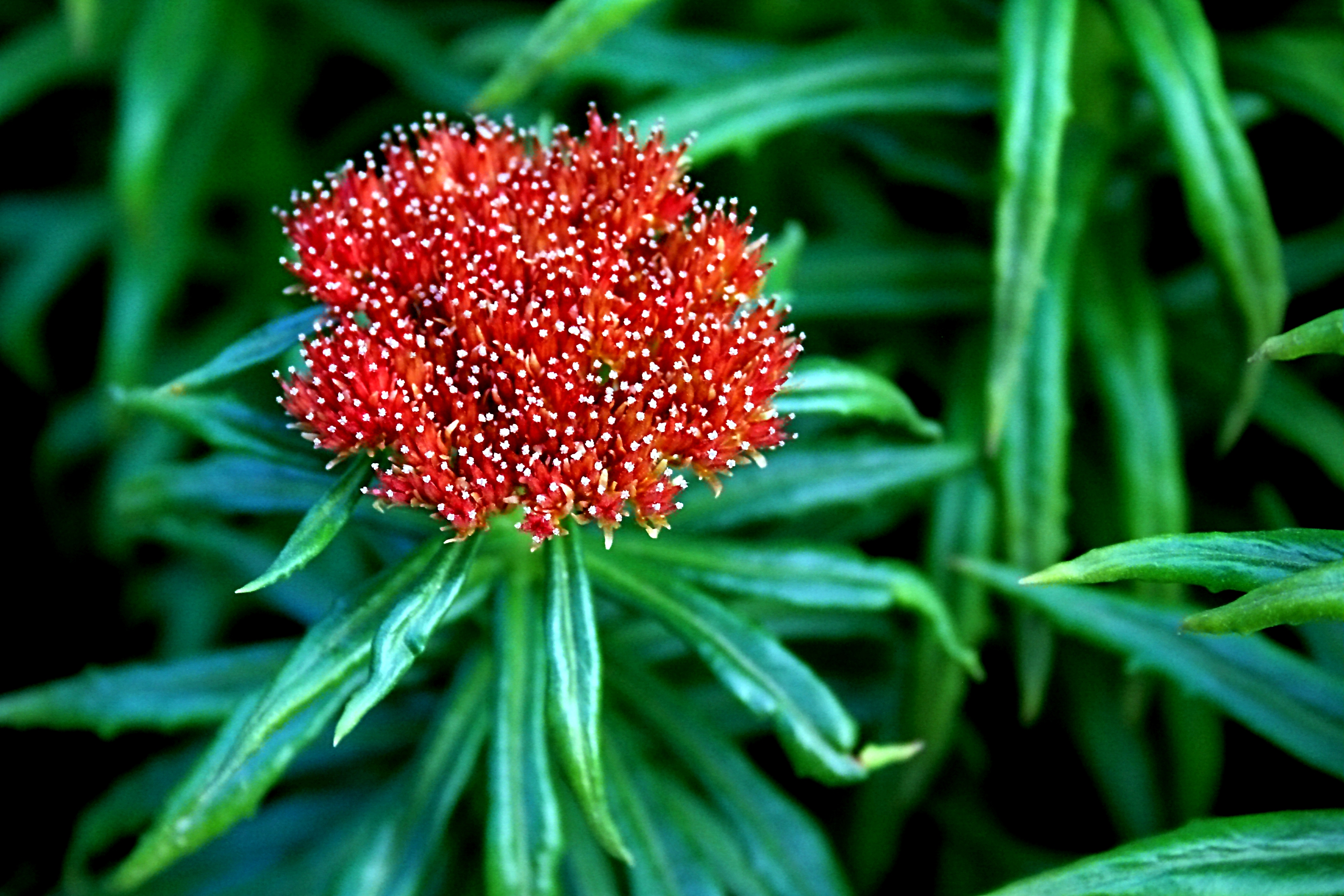
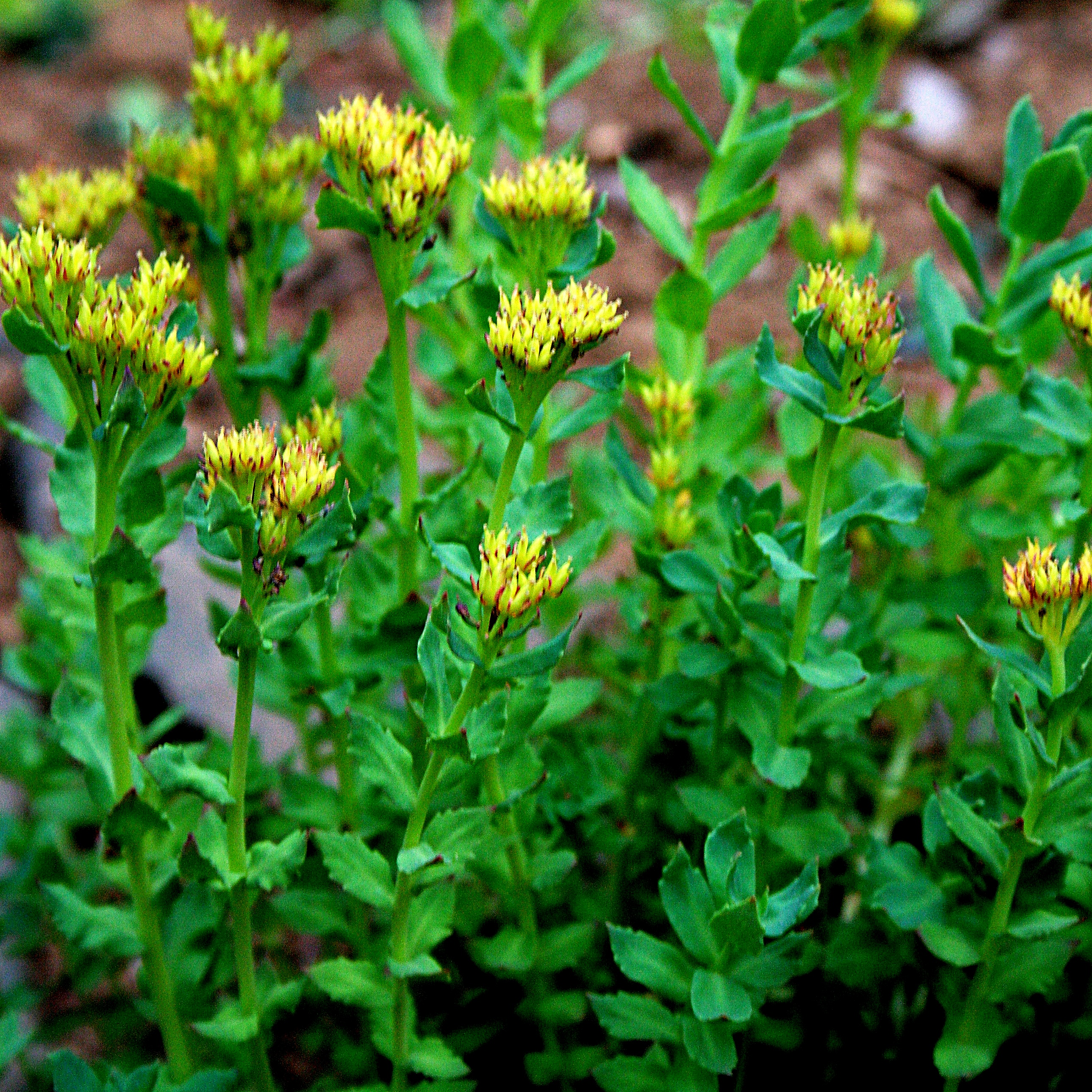
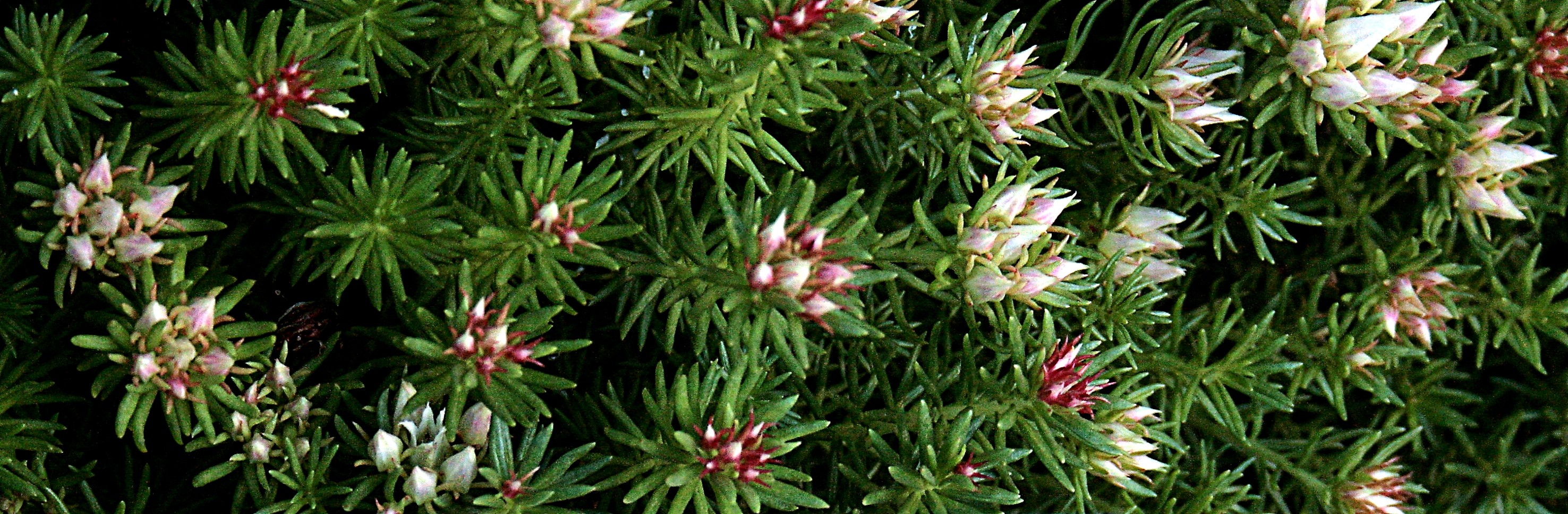
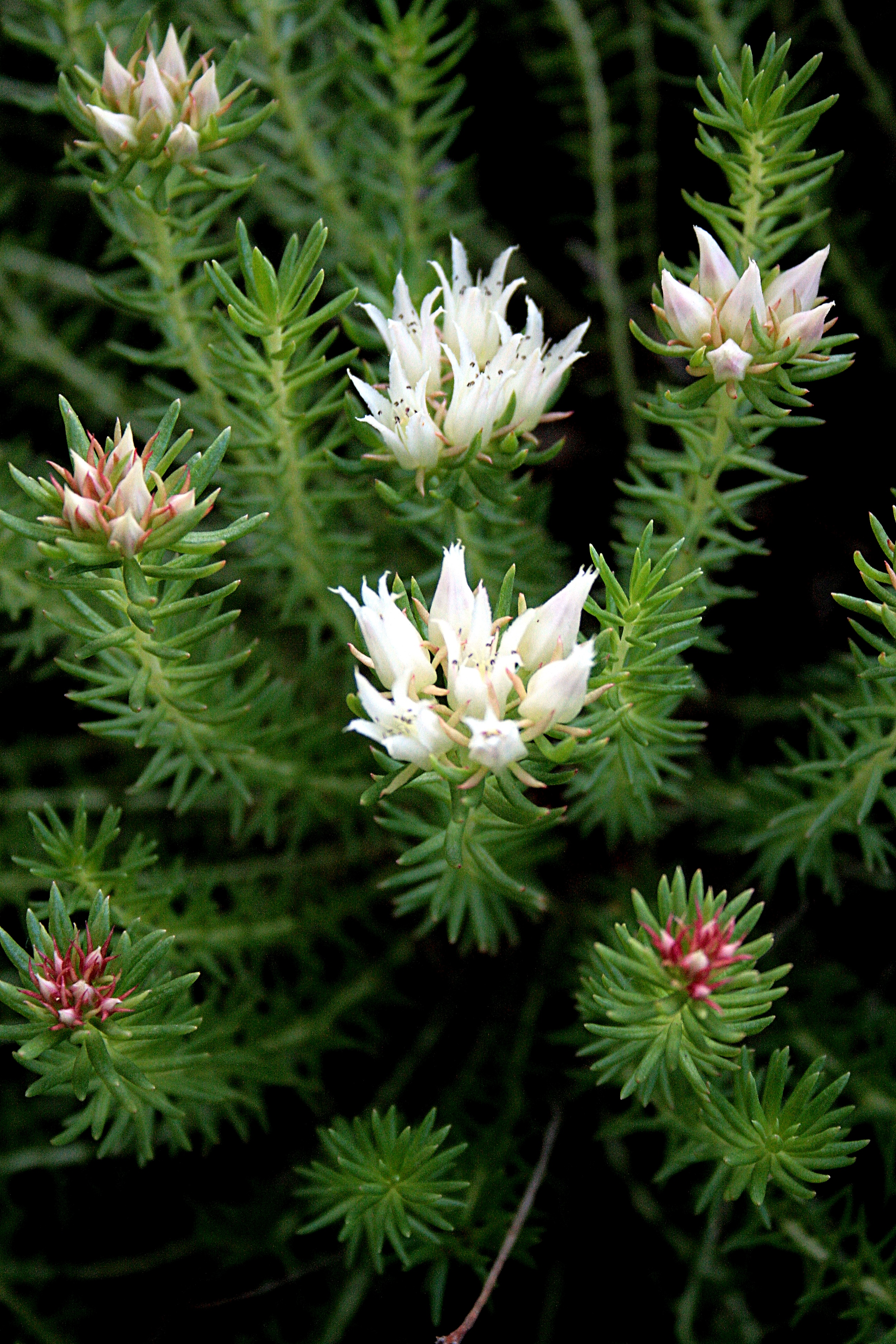